# Habsburg-Spanien
Habsburg-Spanien er en historiografisk benævnelse for Spanien fra 1506 til 1700, hvor landet var regeret af konger fra Huset Habsburg.